# Carl Archer
Carl Archer (* 17. September 1948 auf Trinidad) ist ein ehemaliger Sprinter aus Trinidad und Tobago.
1968 erreichte er bei den Olympischen Spielen in Mexiko-Stadt in der 4-mal-100-Meter-Staffel das Halbfinale.
Bei den British Commonwealth Games 1970 in Edinburgh schied er über 100 und 200 Meter im Viertelfinale aus und wurde in der 4-mal-100-Meter-Staffel Sechster.
Seine persönliche Bestzeit über 100 Meter von 10,4 s stellte er 1969 auf.